# Аистулф
Аистулф (749—756) је био војвода Фурландије од 744, краљ Лангобарда од 749. и војвода Сполета од 751.
Након што је његов брат Рахис постао краљ, Аистулф га је наследио у Фурландији. Касније га јенаследио на месту краља када је Рахис абдицирао и повукао у манастир Монте Казино.
Ступајући на престо, Аистулф је наставио освајачку политику према поседима Свете Столице и Византије у Италији. На почетку своје владавине заузео је градове Комачу и Ферару, 750. године коначно заузео Равену. То освајање је натерало папу Захарија да се у борби против Лангобарда обрати најпре франачком двору, а затим у Цариградском.
Папа се обратио за помоћ франачком краљу Пипину Малом, а пре тога га је крунисао у Соасону краљевском титулом новембра 751. Краљ Пипин је обећао да ће папству војно помоћи против краља Аистулфа. У децембру 751. Аистулф је заузео војводство Споленто и прогласио за краља Лангобарда и војводу Сполента.
У јуну 752. је кренуо према Риму. Тада је преминулог папу Захарија заменио папа Стефан II и одмах послао поруку Пипину да пошаље своје изасланике који ће у име франачког краља објавити да се град Рим налази под заштитом франачке државе. Папа Стефан се обратио и византијском цару Константину V, али му је стигао одговор да му Византија не може војно помоћи, већ да, ако је то могуће, сам натера Аистулфа да се одрекне похода према Риму.
У међувремену, Пипинови изасланици су потврдили заштиту папских градова од стране франачке државе, и заједно са Папом и нешто франачких војника у октобру 753. тражили су од Аистулфа да обустави напад на Рим. Сам Аистулф се у међувремену повукао у Павију где је и примио делегацију.
Аистулф је пристао да обустави напад на Рим, али је одбио да врати територије које је одузео од Царства. Франачки изасланици су га натерали да одбаци могућност да иде краљу Пипину заједно са папом јер су се бојали преваре. Аистулф је предлагао да се он и папа Стефан заједно појаве пред краљем Пипином и да му саопште одлуку о прекиду непријатељства. Када је овај његов предлог одбијен, краљ је доведен у незгодну ситуацију. Папство је имало чврсту заштиту франачке државе. 
Коначно, Пипинова мирољубива политика је прерасла у ратну. Он је са својом војском кренуо у Италију и поразио краља Аистулфа у близини северних Алпа. Тада је Пипин почео опседати Павију и рекао Аистулфу да ће то чинити све док се не обавеже да врати освојене градове, међу њима и Равену. Аистулф је на крају обећао да ће то учинити, па се Пипин повукао.
Међутим, 756. године Аистулф је организовао нови поход на Рим. Папа Стефан се поново обратио Пипину, који је затим по други пут упао у Италију. Чак је заробио Аистулфа недалеко од Павије и обећао му живот ако врати заузете градове и прекине поход на Рим. Када је Аистулф вратио Равену и одузете градове, Пипин га је натерао да преда франачкој држави 1/3 свог краљевског богатства у Павији, као и да плаћа годишњи данак од 12.000 златних солида.
Ово је било право понижавање лангобардског краља. Недалеко затим, краљ Аистулф је страдао несрећним случајем у лову децембра 756.